# Chrix Dahl
Christian Axel ”Chrix” Dahl, född den 5 januari 1906 i Kristiania (nuvarande Oslo), Norge, död den 16 juni 1994 i Oslo, var en norsk grafiker, målare, illustratör och tidningstecknare, känd som illustratör av ett stort antal utgåvor.

## Biografi
Chrix Dahl var son till Kapten i Marinen, Christian Axel Dahl och hans hustru Lilly f. Steen. Farbror till konstnären Peter Dahl. Han växte upp i Vestre Aker, där han var en granne till Edvard Munchs, Ekely. Dahl studerade under Eivind Nielsen på Statens håndverks- og kunstindustriskole (1924 -25) och Axel Revold vid Statens kunstakademi (1925-1932). Han debuterade 1930.
Dahl arbetade länge som lärare i etsningsklassen på Statens håndverks- og kunstindustriskole (1945-1974), med bland annat Håkon Bleken (1950) och Finn Graff (1959-1963) som elever. I denna roll har han också betytt mycket för den norska grafikens utveckling.
Dahl reste i Sydeuropa, bland annat till Venedig 1929. Resan ledde till flera etsningar utställda på Nordnorsk Kunstmuseum innan han hade sin debututställning 1930.

## Bokillustrationer
Dahl har i en livfull och målerisk stil illustrerat böcker som t.ex. Henrik Wergeland Hasselnødder - med och uden kärna (Fabritius, 1936) och Voltaires Candide ( F. Bruns Bokhandel, 1946), som också återfinns i Nasjonalgalleriet samling och ett stort antal andra. 
Hans verk samlades i Sidsel Helliesens Chrix Dahl, ritningar, böcker (1986), från utställningen på Nasjonalgalleriet 1986. Mera presenteras i Teckningar och akvareller, som publicerats av Lillihammer Kunstmuseum (2002).